# Čudo
Čudo je, prema mnogim religijama, božija intervencija pri kojoj su uobičajeni zakoni prirode nadjačani, spriječeni ili promijenjeni. Izvan vjerskog konteksta, čudo označava događaj, koji se (barem na prvi pogled) ne može objasniti naukom.